# Cá heo sông Bolivia
Cá heo sông Bolivia (Inia geoffrensis boliviensis), là một phân loài cá heo sông Amazon.

## Phân loại
Cá heo sông Bolivia được mô tả lần đầu tiên vào năm 1832 bởi Alcide d'Orbigny. Cá heo sông Bolivia được công nhận là một phân loài (I. geoffrensis boliviensis) của cá heo sông Amazon (Inia geoffrensis) nhưng những khác biệt về hình thái và sự tách biệt của quần thể cá heo sông Bolivia dẫn đến việc chúng bị tách ra thành một loài riêng biệt vào năm 2012. Trong một nghiên cứu được thực hiện vào năm 2015 đã chỉ ra rằng hai loài I. geoffrensis (hạ lưu) và I. boliviensis (thượng lưu) cùng sống trên một khu vực từ phần trên và phần dưới của ghềnh thác Teotônio ngăn giữa chúng. Mặc dù có sở hữu những hệ gen giống nhau, giữa hai loài này cũng sẽ có sự khác biệt về mặt hình thái do sự khác biệt trong môi trường sống. Sự khác biệt về độ sâu và tốc độ dòng chảy thay đổi theo mùa sẽ dẫn đến những khác biệt về hình thái. Số lượng của phân loài cá heo này tương đối ít, làm cho việc thu thập các mẫu vật có kích thước lớn cho các nghiên cứu khoa học gặp nhiều khó khăn.

### Phân loài
Mặc dù gần đây đã có những ấn phẩm công nhận I. g boliviensis là một loài hoàn toàn tách biệt với Inia geoffrensis, nhưng phần lớn các tổ chức khoa học, bao gồm cả IUCN, coi chúng là một phân loài của Inia geoffrensis. Do đó, theo hệ thống phân loại hiện tại vẫn coi loài Inia geoffrensis là một loài duy nhất trong chi Inia, với hai phân loài được công nhận. Kể từ năm 2016, Ủy ban phân loại của Hiệp hội động vật có vú biển .đã ủng hộ đề xuất công nhận hai phân loài thuộc loài duy nhất Inia geoffrensis trong chi Inia. Theo một nghiên cứu gần đây, với việc lấy mẫu toàn diện hơn trong khu vực sông Madeira, bao gồm cả khu vực trên và dưới của thác Teotonio (được cho là cản trở dòng gen và ngăn cách các quần thể), đã phát hiện ra rằng Inia boliviensis không sở hữu loại mtDNA riêng biệt. Do đó, cá heo sông Bolivian vẫn được công nhận là một phân loài.
Vào tháng 9 năm 2012, Tổng thống Bolivia Evo Morales đã ban hành luật để bảo vệ loài cá heo này và đồng thời công nhận nó như một báu vật quốc gia.  

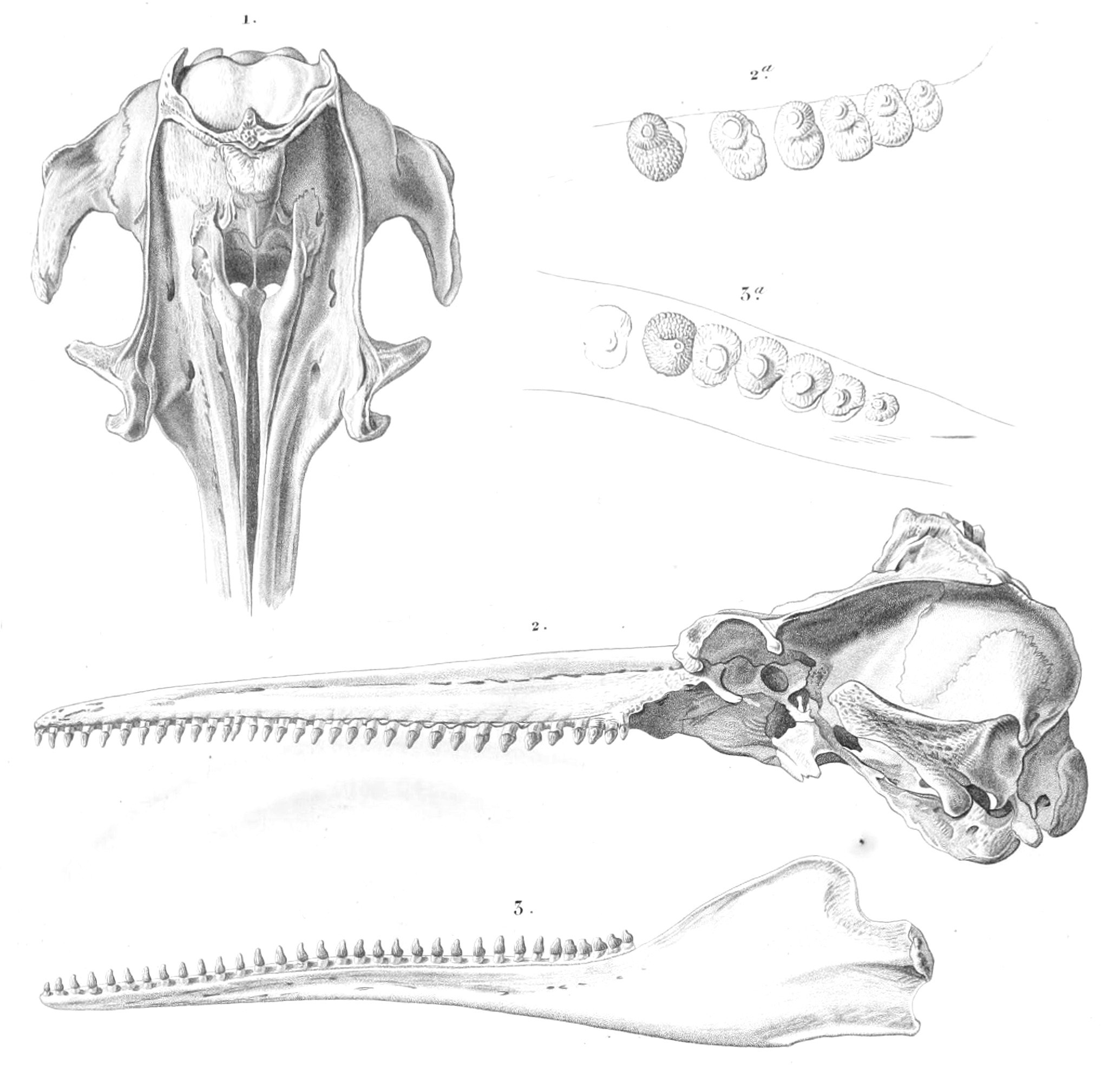
Bản vẽ hộp sọ

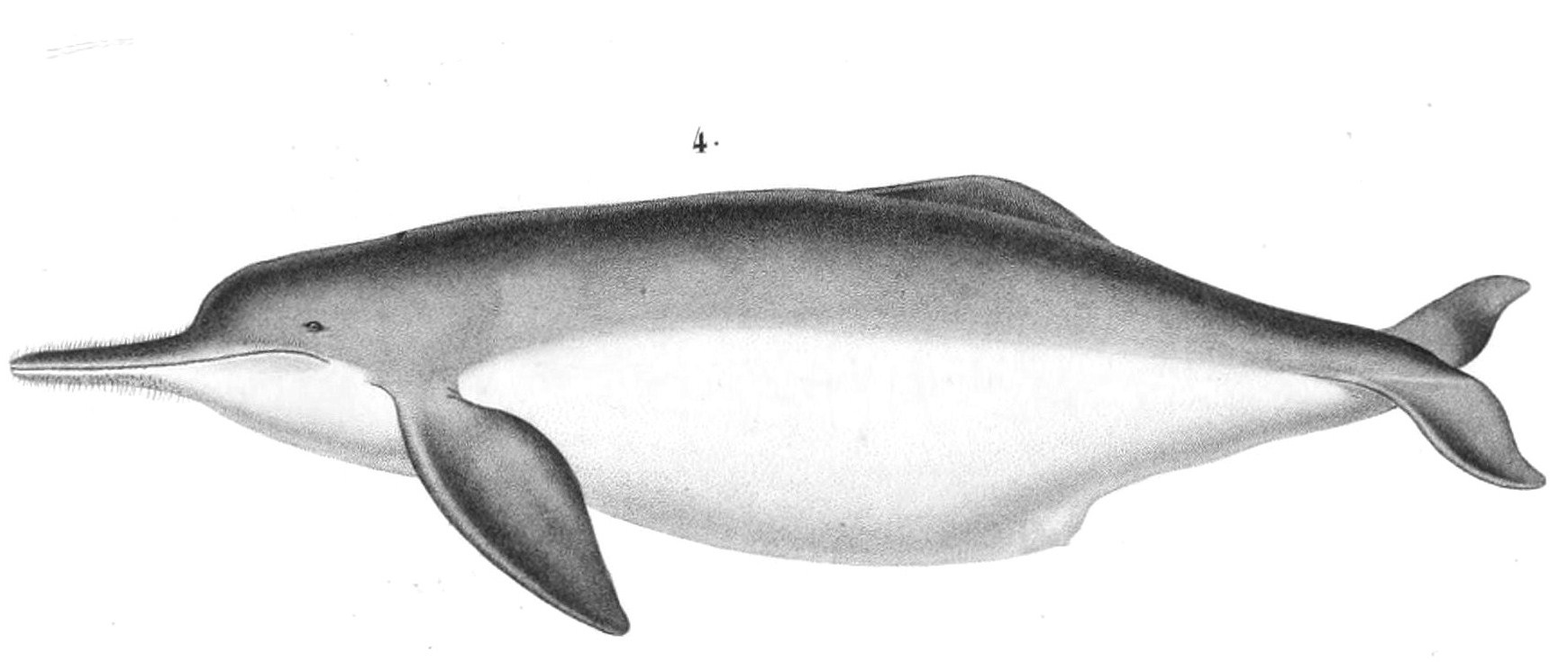
Hình minh họa được vẽ vào năm 1847 bởi d'Orbigny

Nhà tự nhiên học và nhà sinh vật học người Pháp Alcide Dessalines d'Orbigny đã khám phá Nam Mỹ trong những năm 1826-1833, với việc dừng chân tại Bolivia từ năm 1831-1833. Ông trở về Pháp vào năm 1834 và bắt đầu mô tả những khám phá khoa học của mình, gồm cả loài cá heo nước ngọt mới được phát hiện tại Bolivia " Inia boliviensis ". Năm 1847, ông và Paul Gervais đã so sánh nó với " Delphinius geoffrensis " (đồng nghĩa với cá heo sông Amazon, Inia geoffrensis), từ một mẫu vật nhồi bông ở Lisbon và hai loại này bị lầm tưởng là một loại trong hơn một thế kỷ. Tuy nhiên, vào năm 1973, một nghiên cứu mới đã kết luận rằng các mẫu vật từ Bolivia có nhiều răng hơn các mẫu vật từ hạ lưu ghềnh thác của sông Madeira đóng vai trò như một rào cản ngăn cách một cách các quần thể tại Bolivia. Do đó, cá heo sông Bolivia đã được tách ra thành một phân loài với danh pháp ba phần Inia geoffrensis boliviensis. Các nghiên cứu sau đó trong những năm 1970 đã chỉ ra thêm nhiều điểm khác biệt giữa các quần thể và vị trí của Inia boliviensis đã được khôi phục. Tuy nhiên, hiện vẫn chưa có sự thống nhất về tình trạng phân loại của các quần thể tại Bolivia.

## Mô tả
Cá heo sông Bolivia, hay Inia boliviensis, là một trong bốn loài cá heo sông nước ngọt được tìm thấy ở Nam Mỹ. Ở địa phương chúng được gọi là bufeos, được tìm thấy chủ yếu ở một số con sông trong lưu vực phía trên ghềnh thác Madeira của rừng Amazon trong khu vực lãnh thổ của Bolivia. Các quần thể cá heo sông Bolivian bị cô lập khỏi cá heo sông Amazon bởi một hệ thống các ghềnh và thác nước. Cá heo hồng là loài cá heo nước ngọt lớn nhất thế giới. Chúng có thể dài tới 2,8m và nặng tới 180 kg. So với người anh em họ của nó là cá heo sông Amazon (Inia geofflingsis), cá heo sông Bolivian có nhiều răng hơn, hộp sọ nhỏ hơn và chiều
dài cơ thể lớn hơn. 
Việc khám nghiệm xác của các cá thể đã cung cấp thông tin về chế độ ăn uống của cá heo sông Bolivian bao gồm nhiều loại cua và cá khác nhau. Nghiên cứu xác của một cá thể cá heo con, nhiều loài cá từ ít nhất 4 họ khác nhau đã được tìm thấy trong dạ dày của nó. Điều đáng chú ý là không có loài nào trong dạ dày của cá thể này là những mục tiêu đánh bắt của ngư dân.

## Các mối đe dọa
Cá heo sông Amazon hay Inia geofflingsis, được xếp vào nhóm có nguy cơ tuyệt chủng trong Danh sách đỏ của IUCN. Cá heo sông Bolivia phải đối mặt với nhiều mối đe dọa. Đánh bắt quá mức, phá rừng và xây dựng các đập thủy điện là những yếu tố chính trong sự suy giảm số lượng cá thể của loài này hiện nay. Nghề đánh bắt cá cũng là một mối đe dọa đối với cá heo, vì ngư dân có thể coi cá heo là thiên địch của các loại cá mà họ đánh bắt. Một số cá thể cá heo đã chết đã được ghi nhận có vết thương từ lưới, cũng như vết cắt và cắt xén rất có thể do con người gây ra.  Cá heo nước ngọt thuộc nhóm động vật có nguy cơ cao nhất trên toàn thế giới do môi trường sống hạn chế và các mối đe dọa từ đất liền.

## Sự bảo tồn
Kể từ sau khi đã hoàn thành xây dựng 2 đập thủy điện ở khúc sông nơi cá heo sông Bolivia được tìm thấy, năm 2008, hướng chảy của dòng sông đã bị ngăn lại và tạo thành 2 hồ chứa khoảng 300 và 350 km². Mỗi đập được trang bị các cơ chế để thúc đẩy sự di chuyển của các loại cá giữa các hồ chứa để ngăn chặn các quần thể bị kìm hãm sự phát triển, tuy nhiên, không có gì để chắc chắn là loài cá heo sông Bolivia sẽ sử dụng các hệ thống này. Quần thể I. boliviensis ở thượng nguồn và hạ lưu đã bị cắt đứt bởi thiết kế của các hệ thống, vì chúng chỉ có thể duy trì những đợt bơi ngắn qua các dòng nước chảy xiết nhưng các hệ thống thì quá nông và hẹp với lượng nước chảy với tốc độ cao, tạo ra một rào cản  giữa các quần thể. Các con đập cũng có thể gây ra sự thay đổi cấu trúc quần xã cá, và do đó làm thay đổi chế độ ăn của cá heo sông Bolivia.
Những nỗ lực để ngăn chặn sự sụt giảm số lượng cá thể của cá heo nước ngọt có thể bắt đầu bằng việc bảo vệ các khu vực khỏi những tác động của con người. Hạn chế hoặc loại bỏ sự di chuyển của tàu thuyền, tạo ra các lối đi tốt hơn thông qua các con đập và thuyết phục ngư dân có ý thức bảo tồn và chia sẻ nguồn cá với các quần thể cá heo thay vì tìm cách loại bỏ chúng. Việc bảo tồn môi trường sống rất quan trọng để đảm bảo sự đa dạng di truyền và sự phong phú của hệ sinh thái.